# Ulachan-Sis (Jana-Indigirka-Tiefland)
Der Ulachan-Sis-Kamm (russisch Хребет Улахан-Сис), auch nur Ulachan-Sis (Улахан-Сис) genannt, ist eine bis 496 m hohe, etwa 100 km lange und jeweils im Nordosten der Republik Sacha (Jakutien), von Sibirien und Russland (Asien) gelegene Gebirgskette, die als Ausläufer des Ostsibirischen Berglands in das Jana-Indigirka-Tiefland stößt.

## Geographische Lage
Der Ulachan-Sis-Kamm liegt als felsige Gebirgskette durchschnittlich rund 440 km nördlich des nördlichen Polarkreises im Nordwestteil des Ostsibirischen Berglands. Es stößt in Süd-Nord-Richtung in das dort hügelige und vor allem von der Jana und, viel weiter östlich, von der Indigirka durchflossene Jana-Indigirka-Tiefland, dem Westteil des Ostsibirischen Tieflands, das wiederum westlich, südlich und östlich vom Ostsibirischen Bergland und nördlich von der Laptewsee (Randmeer des Nordpolarmeers) umgeben ist.
Die Kette befindet sich als Nordausläufer des Kulargebirges westlich der Jana und östlich des Ulachan Kjuegjuljur (rechter Nebenfluss des Omoloi). Ihr höchster Berg ist eine namenlose Erhebung (496 m) im Südteil der Kette.

## Flora und Fauna
Aufgrund der Nähe der arktischen Laptewsee herrscht im Ulachan-Sis-Kamm Permafrostboden vor mit für die Tundra typischer Vegetation aus Moosen und Flechten. In den tieferen Regionen wachsen in einigen Bereichen boreale Nadelwälder (Taiga) aus Lärchen.

## Ortschaften
Das Innere des Ulachan-Sis-Kamms ist unbewohnt. Jedoch liegen in seinen Nordausläufern die ehemaligen Bergbau-Siedlungen Entusiastow, Kular und Wlassow, deren Abbaustätten im Jahr 1998 geschlossen wurden, und östlich an der Jana befindet sich Sewerny.